# 移剌子元
移剌子元，契丹族，移剌氏（耶律氏），金朝中期大臣。
金世宗时，移剌子元担任兵部郎中。大定六年（1176年）任高丽国生日使。大定十七年（1177年）任西北路招都监，因契丹人移剌窝斡在完颜亮末年，举兵反金，世宗为防后患，命他随同签枢密院事统石烈奥也、翰林修撰移剌杰等迁徙参与起事的西北路人安置于上京、济州、利州等路，分而治之。大定二十六年（1186年）以刑部尚书为贺宋正旦使，与尚书左司郎中马琪一起出使宋朝。